# يوجند بوند
يوجند بوند أوJugendbund der NSDAP منظمة شبابية ملحقة بالحزب النازي وسلفًا لشباب هتلر. كان بالفعل قسم الشباب من كتيبة العاصفة (SA ، أو Storm Troopers) وكان موجودًا بين عامي 1922  و1923 عندما تم حظر الحزب النازي بعد فشل انقلاب بير هول. احتوت على ثلاثة أقسام:
- Jungmannschaften: الأولاد الذين تتراوح أعمارهم بين 14 و16 سنة
- Jungsturm Adolf Hitler: من 16 إلى 18 عامًا
- كان للمنظمة أيضا جناح للفتيات.